# Хмелюв (Нижньосілезьке воєводство)
Хмелюв (пол. Chmielów, нім. Schmellwitz) — село в Польщі, у гміні Костомлоти Сьредського повіту Нижньосілезького воєводства.
Населення — 220 осіб (2011).
У 1975-1998 роках село належало до Вроцлавського воєводства.

## Демографія
Демографічна структура станом на 31 березня 2011 року:
|          | Загалом | Допрацездатний вік | Працездатний вік | Постпрацездатний вік |
| -------- | ------- | ------------------ | ---------------- | -------------------- |
| Чоловіки | 115     | 24                 | 88               | 3                    |
| Жінки    | 105     | 25                 | 62               | 18                   |
| Разом    | 220     | 49                 | 150              | 21                   |